# Маточник городній
Ма́точник горо́дній, змієголовник молдавський (Dracocephalum moldavica L.), турецька меліса — багаторічна (в Сибіру нерідко однорічна) трав'яниста опушена рослина з приємним запахом меліси.

## Опис

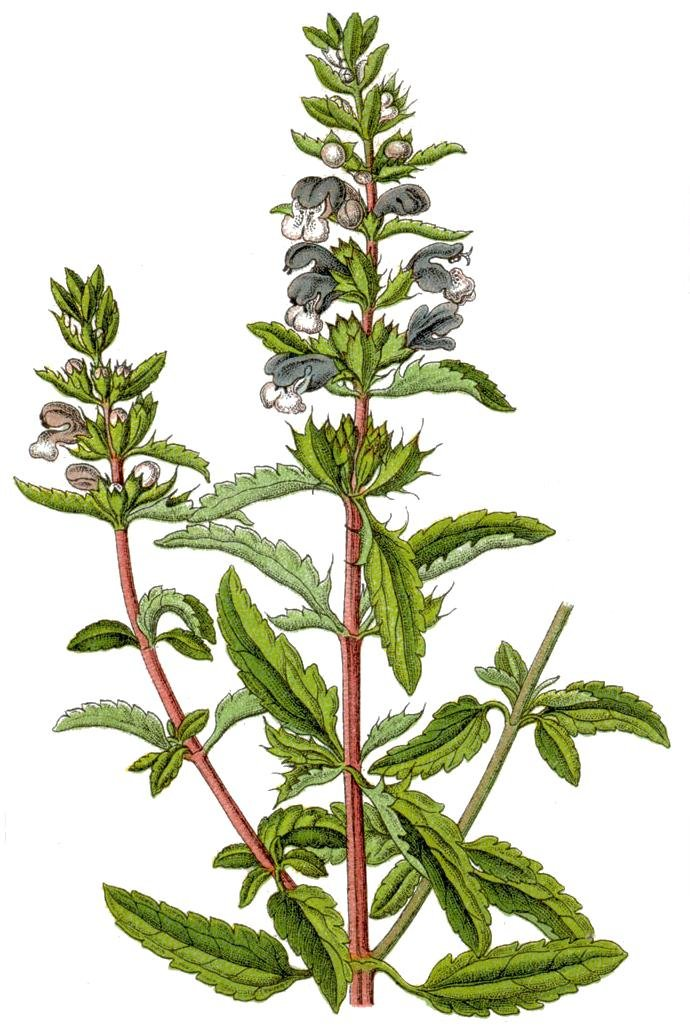
Ботанічна ілюстрація Якоба Штрума з книги «Deutschlands Flora in Abbildungen» («Флора Німеччини в картинках»), 1796

Стебло чотиригранне заввишки 15-50 см. Листки супротивні, довгасто-ланцетоподібні. Квітки синьо-фіолетові, зібрані на верхівці стебла в шестиквіткову мутовку. Цвіте в липні-серпні.

## Застосування
Лікарською сировиною є трава. Рослина містить ефірну олію, по запаху нагадує мелісову. Якщо зібрати траву в кінці цвітіння, то запах лимона буде відчутним протягом 3-х років.
Настій трави в народній медицині вважається в'яжучим, протиспазматичним, знеболювальним засобом. Рекомендують при шлунково-кишкових захворюваннях, прискореному серцебитті, головному болі, застудних захворюваннях.
Настоєм полощуть рот при зубному болі; свіже подрібнене листя прикладають до ран, що гнояться; трав'яні припарки і компреси використовують при ударах і ревматизмі.
На думку лікарів Тибету, змієголовник «лікує підвищену температуру шлунка та печінки».